# 市川同盘吸虫
市川同盘吸虫（学名：Paramphistomum ichikawai）为同盘科同盘属的动物。分布于日本、俄罗斯、大洋洲、新西兰、台湾岛以及中国大陆的陕西、吉林等地，营寄生生活，终末宿主黄牛瘤胃。